# Lomagramma cordipinna
Lomagramma cordipinna är en träjonväxtart som beskrevs av Holtt. Lomagramma cordipinna ingår i släktet Lomagramma och familjen Dryopteridaceae. Inga underarter finns listade.